# Вааген, Вильгельм Генрих
Вильгельм Генрих Вааген (нем. Wilhelm Heinrich Waagen; 23 июня 1841 года, Мюнхен — 24 марта 1900 года, Вена) — немецко-австрийский геолог. Сын художника Карла Ваагена и певицы Нанетты Шехнер, племянник Густава Фридриха Ваагена.

## Биография
Окончил Мюнхенский университет. В 1866—1870 годах преподавал в нём, одновременно давая уроки принцам баварского королевского дома.
В 1870 году отправился для производства геологических исследований в Индию. Вернувшись в Европу в 1875 году, обосновался в Австро-Венгрии. С 1880 года — профессор минералогии и геологии в Немецком политехникуме в Праге, с 1890 г. — профессор палеонтологии в Венском университете. Работы Ваагена главным образом палеонтологического содержания (например, изучение юрских отложений) помещались в различных геологических журналах, а также в «Geological Survey of India». Труды Ваагена по палеонтологии считаются образцовыми, благодаря тому что он является одним из первых немецких палеонтологов, применивших к науке учение об изменяемости видов в течение геологических периодов.